# Arquidiócesis de Santo Domingo
La arquidiócesis Primada de Santo Domingo (en latín: Archidioecesis Sancti Dominici) es una circunscripción eclesiástica de la Iglesia católica en la República Dominicana. Se trata de una arquidiócesis latina, sede metropolitana de la provincia eclesiástica de Santo Domingo. Desde el 4 de julio de 2016 su arzobispo y primado de Indias es Francisco Ozoria Acosta.

## Territorio y organización

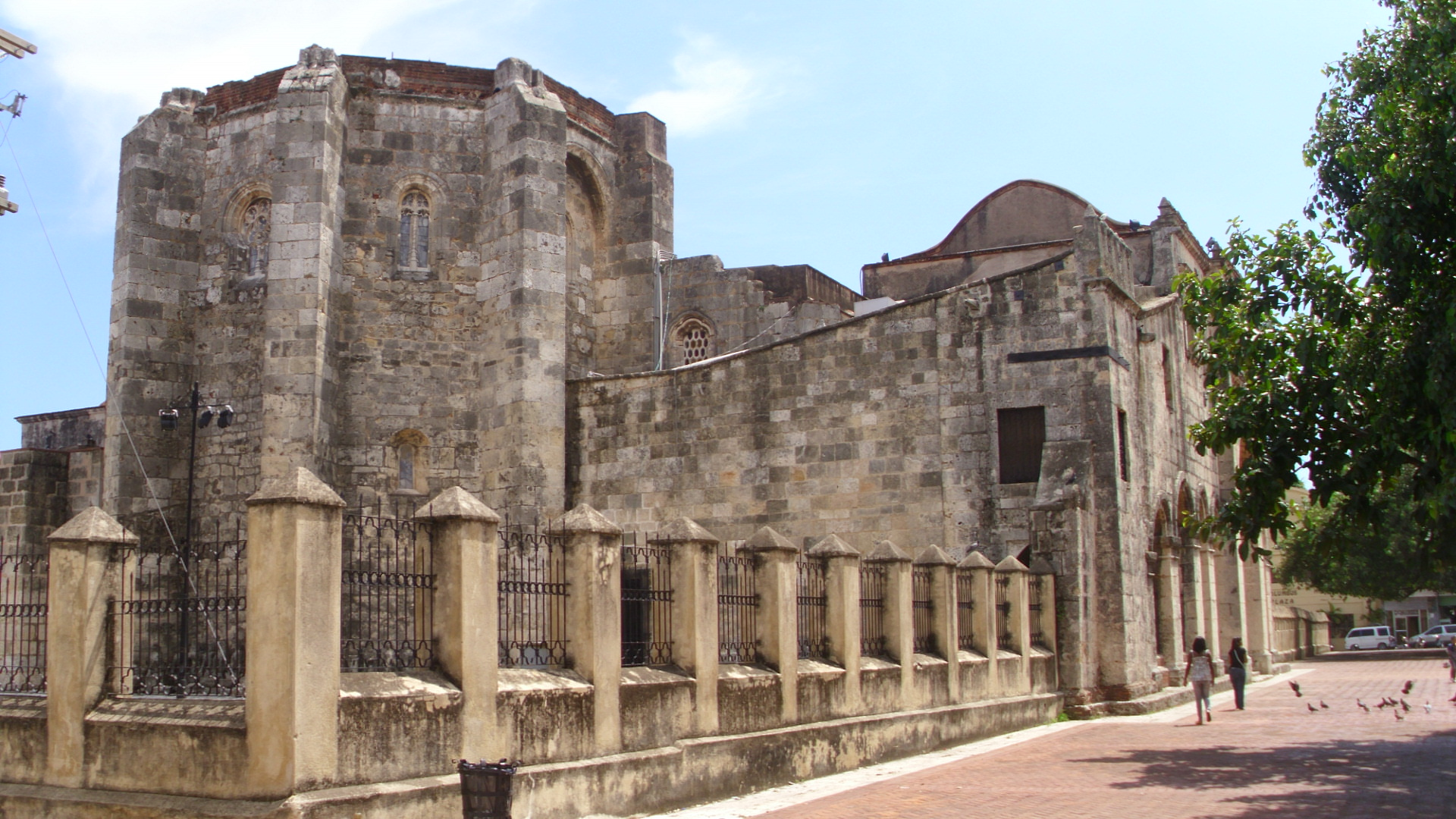
Fachada oriental de la catedral primada

La arquidiócesis de Santo Domingo es considerada la primera sede episcopal erigida en América y al arzobispo de Santo Domingo se le otorgó el título de primado de Indias, que fue reconocido el 28 de noviembre de 1816 por la bula Divinis praeceptis del papa Pío VII y ratificado por el concordato de 16 de junio de 1954 entre la Santa Sede y la República Dominicana. El templo que la encabeza es la basílica catedral metropolitana Santa María de La Encarnación.

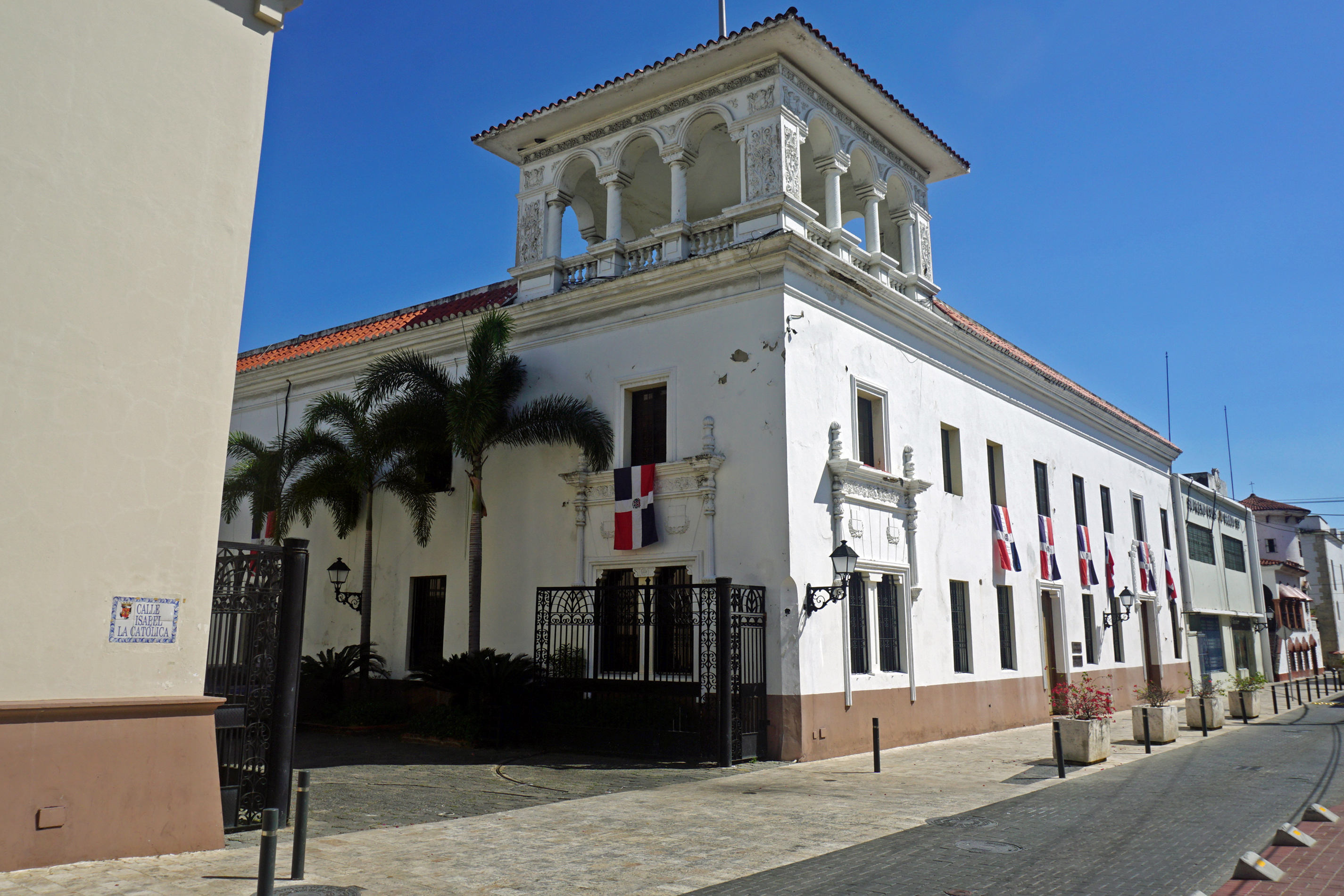
Residencia del arzobispo en Santo Domingo

La arquidiócesis tiene 3995 km² y extiende su jurisdicción sobre los fieles católicos de rito latino residentes en el Distrito Nacional, que corresponde al centro de la ciudad de Santo Domingo, y las provincias de Santo Domingo y Monte Plata.

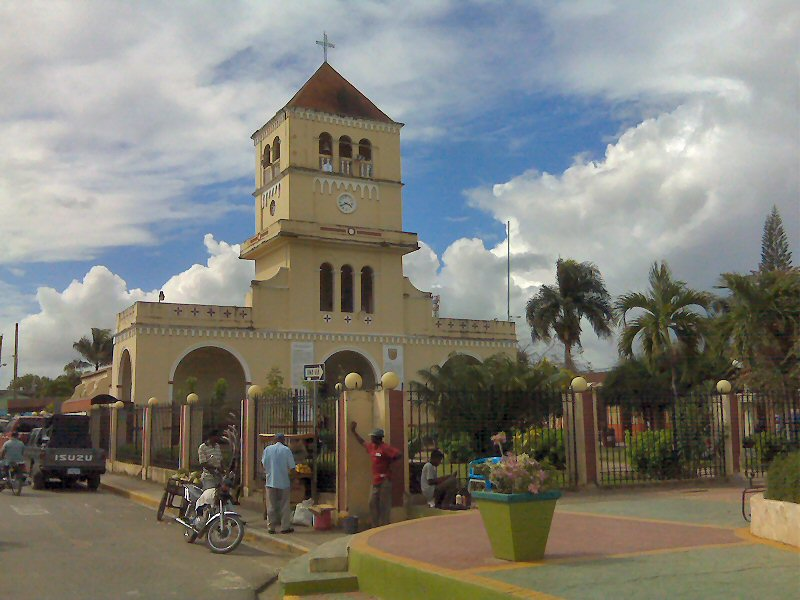
Santuario de Santo Cristo de los Milagros, en Bayaguana

La sede de la arquidiócesis se encuentra en la ciudad de Santo Domingo, en donde se halla la Catedral basílica de Santa María de la Encarnación (conocida como Catedral Primada de América), que fue declarada basílica menor por el papa Benedicto XV mediante el breve Inter Americae de 14 de junio de 1920. En Bayaguana se encuentra el santuario nacional del Santo Cristo de los Milagros.
La arquidiócesis tiene como sufragáneas a las diócesis de Baní, Nuestra Señora de la Altagracia en Higüey, Barahona, San Juan de la Maguana y San Pedro de Macorís.
En 2022 en la arquidiócesis existían 215 parroquias agrupadas en zonas pastorales, que a su vez se agrupan en 4 vicarías episcopales territoriales (cada una regida por un vicario episcopal) y en el Distrito Nacional (regido por el arzobispo metropolitano):
Distrito Nacional
El territorio del Distrito Nacional posee una población aproximada de 1 115 000 habitantes y tiene 78 parroquias que se agrupan en 7 zonas pastorales: Colonial, Ozama, V Centenario, Independencia, Central, Los Ríos-Girasoles y Arroyo Hondo.
Vicaría episcopal territorial Este
Comprende los municipios de Santo Domingo Este, San Antonio de Guerra y Boca Chica, de la provincia de Santo Domingo. Su vicario episcopal es el obispo auxiliar Ramón Benito Ángeles Fernández. Posee una población aproximada de 1 291 516 habitantes y tiene 64 parroquias que se agrupan en 5 zonas pastorales: Boca Chica, San Isidro, Los Mina, Villa Duarte-Las Américas y Oriental Sur.
Vicaría episcopal territorial Norte
Comprende el municipio de Santo Domingo Norte en la provincia de Santo Domingo. Su vicario episcopal es el obispo auxiliar José Amable Durán Tineo. Posee una población aproximada de 602 423 habitantes y tiene 31 parroquias que se agrupan en 3 zonas pastorales: Sabana Perdida-La Victoria, Villa Mella-Guaricano y Villa Mella-Guanuma.
Vicaría episcopal territorial Oeste
Comprende los municipios de Santo Domingo Oeste, Los Alcarrizos y Pedro Brand, de la provincia de Santo Domingo. Su vicario episcopal es el obispo auxiliar Faustino Burgos Brisman. Posee una población aproximada de 809 089 habitantes y tiene 27 parroquias que se agrupan en 3 zonas pastorales: Herrera-Manoguayabo, Herrera-Divina Misericordia y Los Alcarrizos-Pedro Brand.
Vicaría episcopal territorial Santo Cristo de los Milagros
Comprende la provincia de Monte Plata. En Bayaguana se encuentra su sede, el Santuario Nacional Santo Cristo de los Milagros. Al frente se encuentra como vicario episcopal, el presbítero Daniel Lorenzo Vargas Salazar. Posee una población aproximada de 189 166 habitantes y tiene 12 parroquias y 1 cuasiparroquia que conforman una única zona pastoral.

### Seminarios
- Seminario Pontificio Santo Tomás de Aquino
- Seminario Misionero Arquidiocesano Redemptoris Mater
- Seminario de Vocaciones Adultas San Juan Pablo II
- Seminario Menor Jesús Buen Pastor

## Historia
Por medio de la bula Illius fulciti praesidio del 15 de noviembre de 1504, el papa Julio II erigió en la isla La Española la arquidiócesis de Yaguata (Hyaguatensis), en el sur de la isla, y sus dos sufragáneas: la diócesis de Baynúa (Bayunensis), en el norte de la isla, y 
la diócesis de Maguá (Maguacensis), en el centro de la isla. Las tres diócesis tenían cabecera en tres de los cinco grandes cacicazgos taínos de La Española: Higüey, Marién, y Maguá, pero la bula no se ejecutó por oposición del rey Fernando el Católico, a quien el papa no le había aun confirmado el patronato regio en los términos que deseaba.
Una vez confirmado el patronato regio mediante la bula Universalis Ecclesiae del 28 de julio de 1508, el mismo papa por medio de la bula Romanus pontifex illius del 13 de agosto de 1511 anuló la disposición anterior y erigió tres nuevas sedes: las diócesis de Santo Domingo, Concepción (hoy diócesis de La Vega), ambas en La Española, y la de San Juan de Puerto Rico (hoy arquidiócesis de San Juan), isla que había sido conquistada ese mismo año por Juan Ponce de León. Las tres diócesis eran sufragáneas de la archidiócesis de Sevilla, a la que habían estado sujetas las misiones españolas anteriores. Estas tres diócesis fueron las primeras que se establecieron en el continente americano (a excepción de Groenlandia). Los mismos obispos nombrados en 1504 (Francisco García de Padilla para Santo Domingo, Pedro Suárez Deza para Concepción y Alonso Manso para Puerto Rico), fueron designados para las nuevas diócesis.
El cabildo eclesiástico de la catedral Nuestra Señora de la Encarnación de Santo Domingo fue erigido el 12 de mayo de 1512 mediante acto del obispo García de Padilla firmado en Burgos, pero este obispo murió antes de viajar a su diócesis y el templo no comenzó a construirse hasta 1516. Uno de los primeros actos del obispo de Concepción, Pedro Suárez Deza, al llegar a la isla en 1514, fue bendecir la piedra fundacional de la futura catedral de Santo Domingo.
El primer obispo residente de Santo Domingo fue un italiano, Alessandro Geraldini, exobispo de Vulturara y Montecorvino, que tomó posesión de la sede americana en octubre de 1519. A él correspondió iniciar los trabajos de construcción de la actual catedral, terminada y consagrada en 1541.
A causa de la pobreza, desde el 23 de diciembre de 1528 Concepción de la Vega fue regida por el obispo de Santo Domingo, pero anexada formalmente en 1606, habiendo sido destruida por un terremoto su catedral en 1562.
Aunque en la bula Romanus pontifex illius no se definieron los territorios de las diócesis, inicialmente la de Santo Domingo solo abarcaba territorios en La Española, pero luego al parecer fue ampliada con la provincia de Venezuela (creada el 27 de marzo de 1528 con territorios en la costa desde el cabo de la Vela hasta Maracapana), ya que el 21 de junio de 1531 la diócesis de Santo Domingo cedió una porción de su territorio para la erección de la diócesis de Venezuela con sede en Coro (hoy arquidiócesis de Caracas), mediante la bula Pro Excellenti Praeminentia del papa Clemente VII.
El 12 de febrero de 1546, el papa Paulo III, con la bula Super universas orbis ecclesiae, elevó la diócesis de Santo Domingo al rango de arquidiócesis metropolitana, asignándole como sufragáneas las diócesis de La Vega, de San Juan de Puerto Rico, de Coro en Venezuela, de Santiago de Cuba (inicialmente con sede en Baracoa), Honduras (hoy arquidiócesis de Tegucigalpa), las diócesis de Cartagena y Santa Marta en Colombia, y la abadía nullius de Jamaica. El primer arzobispo fue Alonso de Fuenmayor.
Mediante el Tratado de Rijswijk en 1697 Francia había adquirido parte de la isla La Española y el 22 de julio de 1795 se firmó el Tratado de Basilea, por el que España entregó la Capitanía General de Santo Domingo a la Primera República Francesa. Como consecuencia, el 24 de noviembre de 1803 todas las diócesis sufragáneas (Santiago de Cuba, San Cristóbal de La Habana, San Juan de Puerto Rico, Caracas y Guayana), fueron removidas de la jurisdicción metropolitana de Santo Domingo y convertidas en sufragáneas de Santiago de Cuba y de Caracas, elevadas a sede metropolitana.
Después de 1798 la arquidiócesis ya no tuvo obispos durante unos veinte años debido a la ruptura de las relaciones diplomáticas entre la Santa Sede y el gobierno francés; en este mismo período fue nombrado un obispo constitucional, Guillaume Mauviel, no reconocido por Roma.
Luego de que los franceses capitularan en Santo Domingo el 9 de julio de 1809, la ciudad fue recuperada por España. El 16 de noviembre de 1816 el papa Pío VII con la bula Divini praeceptis restauró la arquidiócesis de Santo Domingo, y le confirmó el título de primada de Indias (Primatis Indiarum). La arquidiócesis comprendía en ese momento toda la isla La Española y tuvo nuevamente como sufragánea a la diócesis de Puerto Rico.
Luego del concordato firmado entre el papa Pío IX y la República de Haití, el 3 de octubre de 1861 los territorios haitianos fueron separados de la arquidiócesis de Santo Domingo para erigir la arquidiócesis de Puerto Príncipe (mediante la bula Catholicae romanae) y sus sedes sufragáneas de:
- diócesis de Los Cayos, mediante la bula Christianae religionis;[21]
- diócesis de Les Gonaïves, mediante la bula Gravissimum sollicitudinis;[22]
- diócesis de Cabo Haitiano (hoy arquidiócesis), mediante la bula Vel a primis;[23]
- diócesis de Port-de-Paix, mediante la bula Proprium fuit.[24]

El 25 de septiembre de 1953 cedió porciones de su territorio para la erección por el papa Pío XII mediante la bula Si magna et excelsa, de las diócesis de La Vega y Santiago de los Caballeros (hoy arquidiócesis) y la prelatura territorial de San Juan de la Maguana (hoy diócesis de San Juan de la Maguana).
El concordato entre la Santa Sede y la República Dominicana del 16 de junio de 1954 confirmó el título de primado de Indias concedido por el papa Pío VII a los arzobispos de Santo Domingo.
El 1 de abril de 1959 cedió una porción de territorio para la erección de la diócesis de Nuestra Señora de la Altagracia en Higüey mediante la bula Sollemne est Nobis del papa Juan XXIII.
El 8 de noviembre de 1986 cedió otra porción de su territorio para la erección de la diócesis de Baní mediante la bula Spiritali Christifidelium del papa Juan Pablo II.
El 14 de febrero de 1994 la sede de Santiago de los Caballeros fue elevada al rango de arquidiócesis metropolitana, atribuyéndole como sufragáneas las diócesis de La Vega, San Francisco de Macorís y Mao-Monte Christi, erigidas en 1978 y hasta entonces sufragáneas de Santo Domingo.
El 15 de marzo de 1997 cedió una porción más de territorio para la erección de la diócesis de San Pedro de Macorís mediante la bula Veritatem lucem del papa Juan Pablo II.

## Estadísticas
Según el Anuario Pontificio 2023 la arquidiócesis tenía a fines de 2022 un total de 3 850 000 fieles bautizados.
| Año                                                                             | Población            | Población | Población      | Sacerdotes | Sacerdotes    | Sacerdotes    | Bautizados por sacerdote | Diáconos permanentes | Religiosos | Religiosos | Parroquias |
| Año                                                                             | Bautizados católicos | Total     | % de católicos | Total      | Clero secular | Clero regular | Bautizados por sacerdote | Diáconos permanentes | Varones    | Mujeres    | Parroquias |
| ------------------------------------------------------------------------------- | -------------------- | --------- | -------------- | ---------- | ------------- | ------------- | ------------------------ | -------------------- | ---------- | ---------- | ---------- |
| 1950                                                                            | 2 165 000            | 2 185 000 | 99.1           | 158        | 41            | 117           | 13 702                   |                      | 94         | 331        | 65         |
| 1964                                                                            | 996 390              | 1 016 775 | 98.0           | 175        | 34            | 141           | 5693                     |                      | 232        | 611        | 42         |
| 1970                                                                            | 1 084 818            | 1 356 073 | 80.0           | 203        | 24            | 179           | 5343                     |                      | 258        | 721        | 65         |
| 1976                                                                            | 1 573 998            | 1 748 886 | 90.0           | 250        | 29            | 221           | 6295                     |                      | 321        | 797        | 82         |
| 1980                                                                            | 1 941 000            | 2 066 000 | 93.9           | 246        | 35            | 211           | 7890                     | 5                    | 328        | 797        | 83         |
| 1990                                                                            | 1 736 000            | 1 925 000 | 90.2           | 238        | 53            | 185           | 7294                     | 16                   | 586        | 647        | 109        |
| 1999                                                                            | 2 502 617            | 2 634 334 | 95.0           | 325        | 87            | 238           | 7700                     | 19                   | 430        | 808        | 141        |
| 2000                                                                            | 2 524 717            | 2 698 898 | 93.5           | 342        | 99            | 243           | 7382                     | 21                   | 394        | 802        | 137        |
| 2001                                                                            | 2 586 893            | 2 874 326 | 90.0           | 358        | 105           | 253           | 7225                     | 22                   | 425        | 838        | 152        |
| 2002                                                                            | 2 810 778            | 2 960 556 | 94.9           | 383        | 119           | 264           | 7338                     | 23                   | 483        | 869        | 161        |
| 2003                                                                            | 2 895 101            | 3 049 372 | 94.9           | 413        | 149           | 264           | 7009                     | 44                   | 392        | 888        | 171        |
| 2004                                                                            | 3 110 311            | 3 274 012 | 95.0           | 408        | 139           | 269           | 7623                     | 68                   | 372        | 894        | 186        |
| 2010                                                                            | 4 890 250            | 5 770 529 | 84.7           | 457        | 174           | 283           | 10 700                   | 155                  | 543        | 2226       | 212        |
| 2014                                                                            | 3 457 347            | 3 639 313 | 95.0           | 478        | 190           | 288           | 7232                     | 159                  | 610        | 2235       | 214        |
| 2017                                                                            | 3 511 280            | 3 900 703 | 90.0           | 504        | 210           | 294           | 6966                     | 166                  | 653        | 2280       | 216        |
| 2020                                                                            | 3 607 400            | 4 007 194 | 90.0           | 395        | 227           | 168           | 9132                     | 158                  | 546        | 1063       | 215        |
| 2022                                                                            | 3 850 000            | 4 277 000 | 90.0           | 406        | 238           | 168           | 9482                     | 209                  | 510        | 1063       | 215        |
| Fuente: Catholic-Hierarchy, que a su vez toma los datos del Anuario Pontificio. |                      |           |                |            |               |               |                          |                      |            |            |            |

## Episcopologio

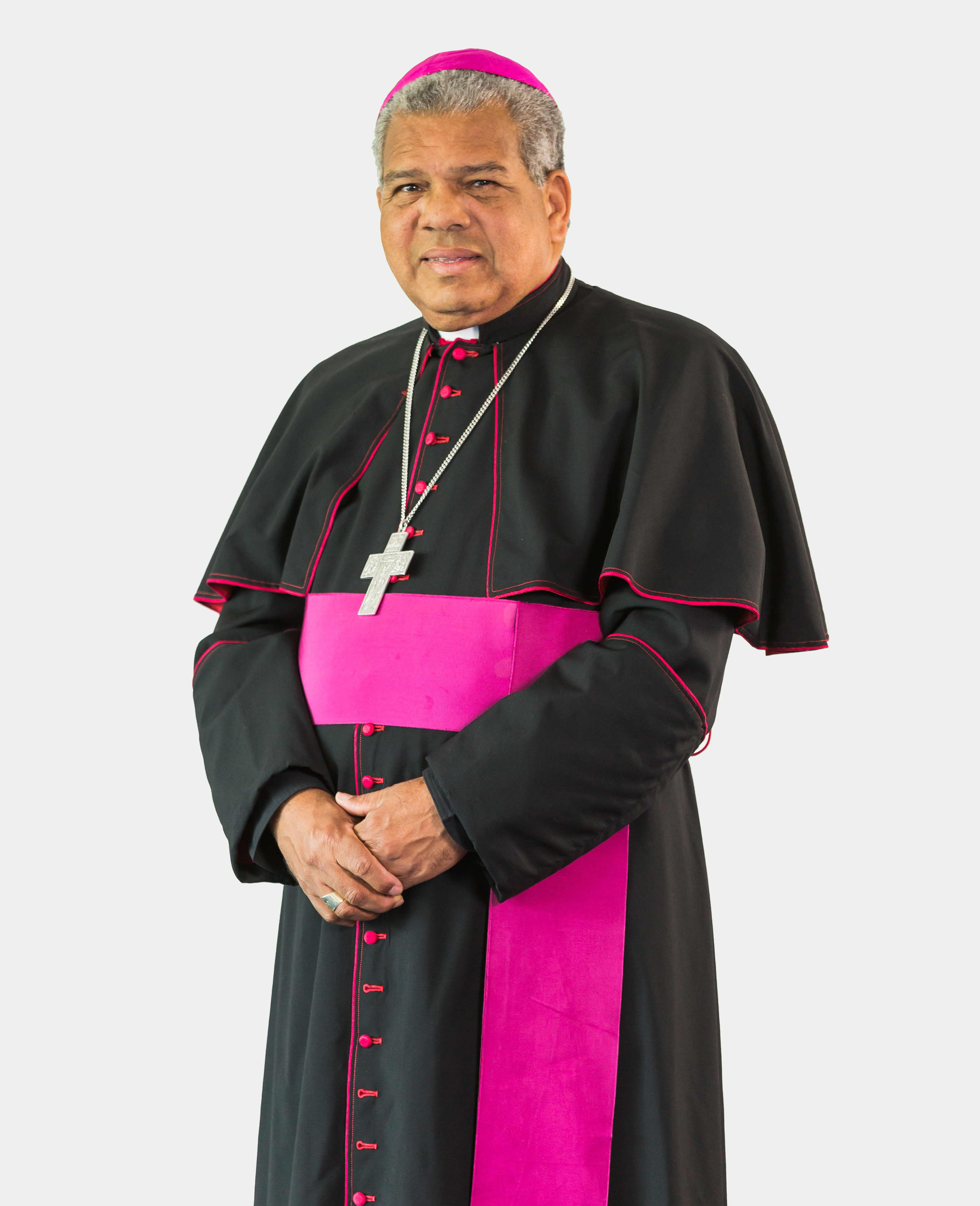
Francisco Ozoria Acosta, arzobispo primado

El cardenal Octavio Antonio Beras Rojas fue el primer dominicano en recibir el capelo cardenalicio y el primer cardenal arzobispo de esta arquidiócesis, el 24 de mayo de 1976.
El gobierno pastoral más largo lo tuvo el cardenal Nicolás de Jesús López Rodríguez, con una duración de 35 años (15 de noviembre de 1981-4 de julio de 2016).